# Übereinkommen von Paris

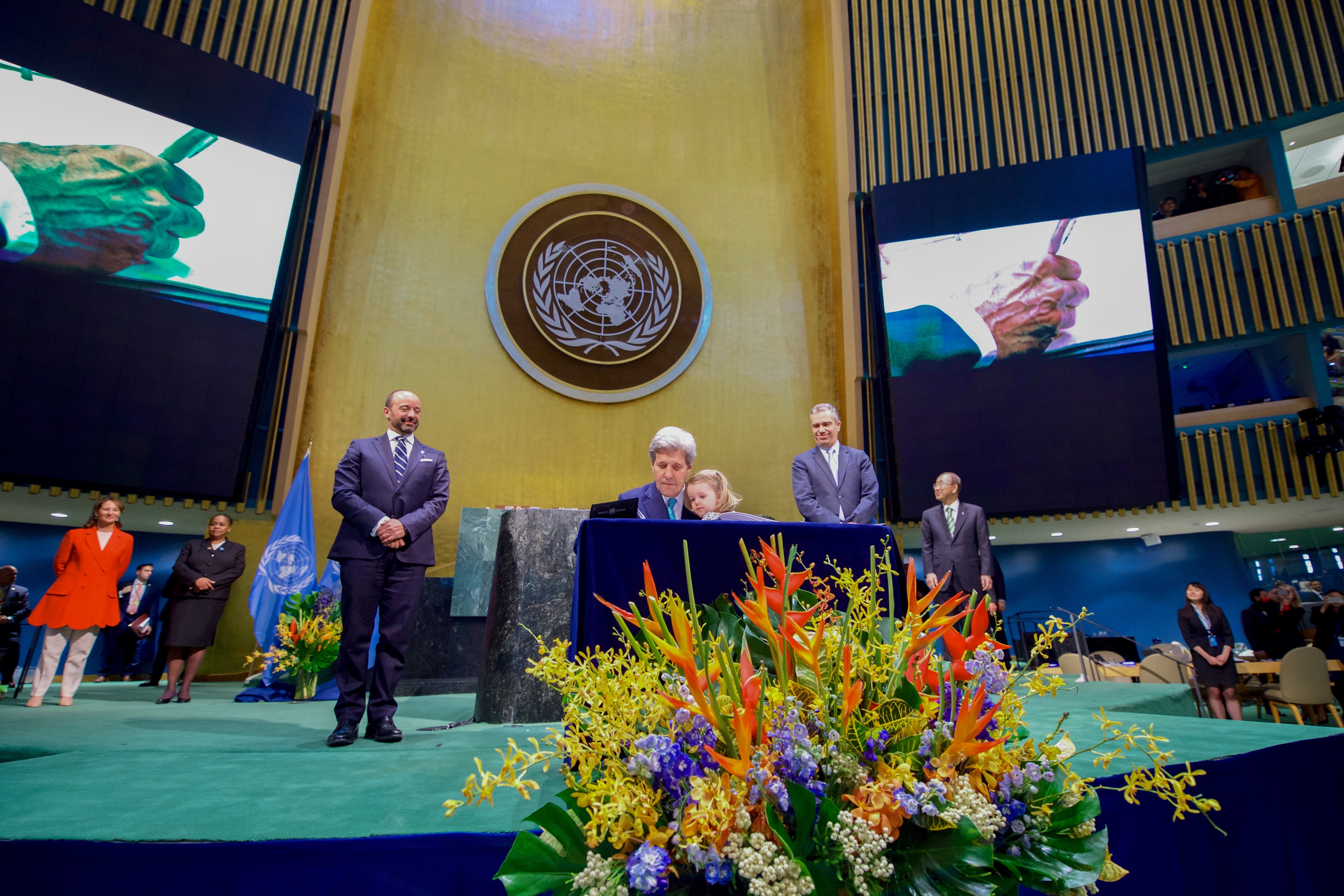
Symbolische Unterzeichnung am Tag der Erde (22. April 2016) in New York

Das Übereinkommen von Paris (französisch Accord de Paris, englisch Paris Agreement) ist ein völkerrechtlicher Vertrag, den 195 Vertragsparteien anlässlich der Klimarahmenkonvention der Vereinten Nationen (UNFCCC) mit dem Ziel des Klimaschutzes in Nachfolge des Kyoto-Protokolls geschlossen haben.
Das Übereinkommen wurde am 12. Dezember 2015 auf der UN-Klimakonferenz in Paris (COP 21) von allen Vertragsparteien der UNFCCC, seinerzeit 195 Staaten und die Europäische Union, verabschiedet und sieht vor, die globalen Erwärmung auf „deutlich unter“ zwei Grad Celsius gegenüber der vorindustriellen Zeit zu begrenzen und Anstrengungen für eine Begrenzung auf 1,5 Grad Celsius zu unternehmen. Eine Überblicksstudie von Steffen et al. (2018) legt jedoch nahe, dass bereits das 2-Grad-Ziel nicht ausreichen könnte, um irreversible Rückkopplungen durch Kippelemente im Erdsystem sicher zu verhindern, die das Erdklima dann in eine Heißzeit überführen würden, deren Temperatur um mehrere Grad über der heutigen Temperatur liegen würde. Deswegen sollte gemäß den Autoren ein ambitionierteres Temperaturlimit angestrebt werden, um diese Risiken möglichst zu minimieren. Auch der Sonderbericht 1,5 °C globale Erwärmung des IPCC von 2018 warnt in diesem Zusammenhang vor irreversiblen Folgen, zudem vor der weiteren Zunahme von Hitzeextremen, Starkniederschlägen und Dürren sowie einer zusätzlichen Erhöhung des Meeresspiegels.
Mit Stand vom 7. November 2017 erkennen alle Staaten der Erde bis auf Syrien das Übereinkommen von Paris an. Noch im selben Monat gab auch Syrien seine Beitrittsabsicht bekannt. Auch Nicaragua trat bei, nachdem es zunächst den Beitritt abgelehnt hatte, weil es die Verpflichtungen im Vertrag für zu schwach hielt. US-Präsident Donald Trump kündigte am 1. Juni 2017 den Austritt der USA aus dem Übereinkommen an. Dieser wurde am 4. November 2020 offiziell vollzogen, vom amtierenden US-Präsidenten Joe Biden am 20. Januar 2021 jedoch wieder zurückgenommen. Am 20. Januar 2025 unterzeichnete US-Präsident Donald Trump ein präsidentielles Dekret, wodurch die USA erneut aus dem Übereinkommen austreten.
Das Übereinkommen von Paris trat am 4. November 2016 in Kraft, 30 Tage, nachdem 55 Staaten, die zudem mindestens 55 % der Emissionen verursachen, die Ratifizierung abgeschlossen hatten. Am 3. November 2016, einen Tag vor Inkrafttreten des Abkommens, hatten insgesamt 92 Staaten das Abkommen ratifiziert. Zudem hatten 163 Staaten Klimaschutzpläne ausgearbeitet, für die Bundesrepublik Deutschland ist dies der Klimaschutzplan 2050 mit einer langen Liste politisch umstrittener Einzelmaßnahmen. In der Schweiz wird das seit dem Jahr 2000 gültige CO2-Gesetz angepasst; Kernstück bleibt weiterhin die finanzneutrale CO2-Lenkungsabgabe, Zwischenziele werden festgelegt und überprüft (Evaluation), auch der Flugverkehr innerhalb der Schweiz sowie von und nach Staaten des Europäischen Wirtschaftsraumes wird in die Pflicht genommen.
In der Klimarahmenkonvention können Rechtsinstrumente erlassen werden, um die Ziele des Übereinkommens zu erreichen. Für den Zeitraum von 2008 bis 2020 wurden bereits Treibhausgas-Reduktionsmaßnahmen mit dem 1997 beschlossenen Kyoto-Protokoll und dessen 2012 beschlossenen Doha-Änderungen vereinbart. Ab 2020 greifen dann die Regelungen des Übereinkommens von Paris.
Die Weltklimakonferenz und das Übereinkommen von Paris erhielten den Prinzessin-von-Asturien-Preis für Internationale Zusammenarbeit für 2016.

## Ziele des Übereinkommens
Das Ziel des Übereinkommens ist in Artikel 2 „Verbesserung der Umsetzung“ des UNFCCC wie folgt geregelt:
(a) Begrenzung des Anstiegs der globalen Durchschnittstemperatur auf deutlich unter 2 °C über dem vorindustriellen Niveau; Anstrengungen, um den Temperaturanstieg auf 1,5 °C über dem vorindustriellen Niveau zu begrenzen. Das vorindustrielle Niveau ist der Mittelwert der Jahre 1850 - 1900. Dadurch sollen die Risiken und Auswirkungen des Klimawandels deutlich reduziert werden;
(b) Erhöhung der Fähigkeit, sich an die nachteiligen Auswirkungen des Klimawandels anzupassen, Förderung der Widerstandsfähigkeit gegenüber Klimaänderungen sowie Förderung einer Entwicklung, die mit geringen Treibhausgasemissionen einhergeht und zugleich die Nahrungsmittelproduktion nicht bedroht;
(c) Vereinbarkeit der Finanzströme mit einem Weg hin zu niedrigen Treibhausgasemissionen und klimaresistenter Entwicklung.

### Die Ziele des Übereinkommens im Einzelnen
(a) 1,5-Grad-Ziel: Die Länder haben sich das Ziel gesetzt, den globalen Temperaturanstieg auf möglichst 1,5 Grad zu begrenzen. Die Verschärfung des Ziels (vormals 2 Grad) erfolgte insbesondere auf Druck der südlich gelegenen Länder, da diese schon heute unter enormen Schäden aufgrund von lang anhaltenden Dürreperioden, andernorts unter massiven Stürmen und Überschwemmungen leiden und viele Todesopfer zu verzeichnen haben. Niedrig gelegene Staaten wie Bangladesch oder viele Inselstaaten sind durch den Meeresspiegelanstieg existenziell bedroht. Entsprechend haben die Staaten beschlossen zu versuchen, die Erwärmung auf 1,5 Grad statt wie bisher nur auf 2 Grad zu begrenzen.
Vor Beginn der Klimaverhandlungen in Paris haben 187 Staaten nationale Klimaaktionspläne und entsprechende CO2-Reduktionsziele bei der UN eingereicht. Allerdings sind die bisher eingereichten und zwischenzeitlich von über 100 Staaten verschärften CO2-Reduktionsziele nicht ausreichend. Sie würden Stand 2023 zu einer Erderwärmung von ca. 2,5 Grad (Spanne 1,9 – 3,6 Grad) führen.
Um innerhalb der gesetzten Grenzen zu bleiben, müssen die Vertragsstaaten ihre Reduktionszusagen entsprechend anheben. Dafür soll der sogenannte „Hebemechanismus“ sorgen. Er funktioniert folgendermaßen:
Unter dem Transparenzrahmen des Übereinkommens von Paris müssen die Vertragsstaaten regelmäßig über den Fortschritt der Zielumsetzung berichten und die Berichte werden einer internationalen Begutachtung unterzogen. Die im Transparenzrahmen zusammengetragenen Informationen werden anschließend in die globale Bestandsaufnahme (Global Stocktake) eingespeist, in der der kollektive Fortschritt zur Erreichung der Langfristziele bilanziert wird. Die Ergebnisse dieser Bestandsaufnahme wiederum sollen bei der Festlegung der nationalen Klimaschutzbeiträge berücksichtigt werden und so zu einer Steigerung der Ambition beitragen.
(b) Förderung der Klimaresilienz: Die klimatischen Bedingungen werden sich verändern und es bedarf Anpassungsmaßnahmen, um zum Beispiel Deiche an den steigenden Meeresspiegel anzupassen. Die Landwirtschaft muss sich an die Verschiebung von Klimazonen anpassen. Städte müssen sich anpassen und innerstädtische Wärmeinseln durch Kaltluftschneisen vermeiden. Wasserrückhaltesysteme, Bäche und Flüsse müssen mit Starkregen zurechtkommen. Transformatoren dürfen bei hohen Temperaturen nicht ausfallen. Die Energieversorgung darf während sommerlicher Hitzeperioden und niedrigen Wasserstands von Kühlwasser führenden Flüssen nicht gefährdet sein. Straßen und Autobahnen müssen hitzefest gebaut werden.
Förderung von geringeren Treibhausgasemissionen: Um das Zwei-Grad-Ziel erreichen zu können, muss die Emission von anthropogenen Treibhausgasen schrittweise eliminiert werden. Die Reduzierung fossiler CO2-Emissionen erfolgt zum Beispiel durch den Ausbau von Wind- und Solarenergie und durch die Beimischung von derzeit 5–10 % Bioethanol im E-10-Kraftstoff. Der Ersatz von fossilen Treibstoffen durch nachwachsende Rohstoffe soll dabei jedoch die Nahrungsmittelproduktion der wachsenden Weltbevölkerung nicht gefährden. Ein weiterer Beitrag zur Reduzierung der Treibhausgasemissionen könnte die Einführung einer weltweiten CO2-Steuer sein, wie es die IWF-Chefin Christine Lagarde fordert.
(c) Vereinbarkeit der Finanzströme mit Klimazielen: Das Übereinkommen von Paris hielt als übergreifendes Ziel fest, die „Finanzmittelflüsse in Einklang [zu bringen] mit einem Weg hin zu einer hinsichtlich der Treibhausgase emissionsarmen und gegenüber Klimaänderungen widerstandsfähigen Entwicklung“ – und damit weg von kohlenstoffintensiven Investitionen.
Im Zusammenhang mit der sogenannten Klimafinanzierung, also der Finanzierung von Klimaschutz und -anpassung in Entwicklungsländern, wurde darüber hinaus vereinbart, dass die Industrieländer von 2020 bis 2025 jährlich 100 Milliarden Dollar für den Umbau der Energieversorgung, aber auch zur Beseitigung von durch den Klimawandel verursachten Schäden zur Verfügung stellen. Allerdings wird ein Großteil dieser Gelder voraussichtlich als privatwirtschaftliche Investitionen in die Entwicklungsländer fließen und nur ein vergleichsweise geringer Anteil aus öffentlichen Quellen. Bis zum Jahr 2025 können andere weiter entwickelte Schwellenländer wie z. B. China auf „freiwilliger Basis“ ebenfalls Unterstützungen leisten. Ab dem Jahr 2026 soll ein neuer, die 100 Milliarden US-Dollar übersteigender Klimafonds aufgelegt werden, an dem sich auch die Schwellenländer verbindlich beteiligen sollen.
Regelung von klimabedingten Verlusten und Schäden: Obwohl bereits der eingerichtete Klimafonds Gelder enthält – wenn auch in einem noch nicht ausreichenden Umfang –, die für die Beseitigung von Klimaschäden verwendet werden können, haben insbesondere die USA explizit vermieden, dass die Entschädigung von klimawandelbedingten Schäden verbindlich im Übereinkommen geregelt wird.

### Notwendige Maßnahmen zur Erreichung der Ziele

Diese Abbildung zeigt die Raten, mit denen die weltweiten CO_{2}-Emissionen nach 2024 sinken müssen, um den globalen Temperaturanstieg auf 1,5, 1,7 oder 2,0 Grad Celsius zu begrenzen, ohne auf Netto-Negativemissionen angewiesen zu sein.

In naturwissenschaftliche Begriffe übersetzt bedeutet das Abkommen, das Zwei-Grad-Ziel mit einer Wahrscheinlichkeit von mehr als 66 % einzuhalten und zugleich eine 50-%-Chance auf die Begrenzung von 1,5 °C zu erhalten. Daraus ergibt sich ein festes CO2-Budget, das heißt eine Obergrenze für Emissionen, die maximal noch freigesetzt werden dürfen. Inklusive eines kleinen Risikopuffers (in Höhe von circa 100 Mrd. Tonnen) für klimawandelverstärkenden Rückkopplungen oder Verzögerungen beim Einsatz negativer Emissionen dürfen daher bis 2100 weltweit noch maximal 400 Mrd. Tonnen Kohlendioxid ausgestoßen werden, für eine 50-%-Chance bei linearer Absenkung der Emissionen auf null hat die Menschheit noch 19 Jahre Zeit, also bis Ende 2038 (Stand 2020).
Der Klimawissenschaftler Glen Peters fasst dabei die Herausforderungen, die negative Emissionen an Entscheidungsträger stellen wie folgt zusammen: „Es wimmelt in den Medien von Bildern, die Windkraftanlagen und Sonnenkollektoren zeigen. Das ist schön und gut, aber wenn wir die im Übereinkommen von Paris festgelegten Ziele erreichen wollen, sind sogenannte negative Emissionen erforderlich – sodass wir bereits in die Atmosphäre freigesetztes CO2 entfernen und dieses in großem Umfang entfernen. Doch darüber wird wenig geredet, obwohl die Politiker allmählich verstehen, welche enorme Aufgabe dies darstellt.“ In der Tat ist die Erreichung der Ziele von Paris ohne negative Emissionen nicht möglich.
Auf Basis dieser Ausgangsdaten wurde 2017 in der Science eine Roadmap mit konkreten Klimaschutzschritten publiziert, mit denen die Paris-Ziele erfüllt werden können. Demnach müssen die weltweiten Treibhausgasemissionen spätestens 2020 ihren Höhepunkt erreichen und anschließend pro Jahrzehnt halbiert werden. Dies bedeutet, dass die Emissionen von 40 Mrd. Tonnen im Jahr 2020 auf 20 Mrd. Tonnen im Jahr 2030, auf 10 Mrd. Tonnen im Jahr 2040 und auf 5 Mrd. Tonnen im Jahr 2050 fallen müssen. Parallel muss der Anteil von kohlendioxidfreien Energiequellen alle fünf bis sieben Jahre verdoppelt werden, was der historischen Entwicklung der erneuerbaren Energien im vergangenen Jahrzehnt (Verdopplung alle 5,4 Jahre) entspricht. Zudem werden für dieses Szenario bereits vor Mitte des 21. Jahrhunderts negative Emissionen notwendig, d. h. die aktive Entfernung von Kohlendioxid aus der Atmosphäre. Ohne Nutzung negativer Emissionen muss die Energiewende spätestens bis 2040 abgeschlossen sein.
Ein wichtiger Faktor zum Erreichen der vereinbarten Klimaschutzziele ist es laut dem „Emissions Gap Report 2017“ der UN, dass schnell starke Klimaschutzmaßnahmen umgesetzt werden. Zudem muss die große Lücke zwischen den vereinbarten Klimaschutzzielen und den zugesagten Maßnahmen geschlossen werden. Mit Stand Oktober 2017 beinhalten die Klimaschutzmaßnahmen der Staaten nur ein Drittel der Emissions-Reduktionen, die notwendig wären, um das vereinbarte 2-Grad-Ziel zu erreichen. Sollte diese Lücke nicht bis spätestens 2030 geschlossen sein, ist es unrealistisch, das 2-Grad-Ziel noch zu erreichen. Als wichtigste Maßnahmen nennt die UNEP den Ausbau von Wind- und Solarenergie, die Steigerung der Energieeffizienz in Anwendungen und bei Autos, die Aufforstung von Wäldern sowie das Stoppen von Abholzungen.
Der IPCC beurteilt in seinem Sonderbericht 1,5 °C globale Erwärmung die im Abkommen festgelegten nationalen Minderungsziele als deutlich zu niedrig. „Pfade, die diese Ziele widerspiegeln, würden die globale Erwärmung nicht auf 1,5°C begrenzen, selbst wenn sie nach 2030 durch sehr anspruchsvolle Steigerungen des Umfangs und der Ziele der Emissionsminderungen ergänzt würden“. Erforderlich für die Einhaltung des 1,5 Grad-Ziels sei eine zusätzliche Minderung um ca. das Doppelte.

## Ratifizierung und Inkrafttreten
Während der UN-Klimakonferenz 2011 wurde die so genannte Durban-Plattform (und die Ad-hoc-Arbeitsgruppe für die Durban-Plattform zwecks vertiefender Maßnahmen) mit dem Ziel gegründet, ein Rechtsinstrument auszuhandeln, das dann die Klimaschutzmaßnahmen ab 2020 festlegen soll.

Übereinkommen von Paris

Das Übereinkommen wurde am 12. Dezember 2015 auf der UN-Klimakonferenz in Paris verabschiedet. Im April 2016 unterzeichneten 175 Staaten, darunter die Vereinigten Staaten, China und Deutschland, das Übereinkommen. Anfang September 2016 hatten die USA den Vertrag angenommen und die Volksrepublik China ihn ratifiziert, einen Tag vor dem G-20-Gipfel in China. Die beiden sind die Staaten mit dem größten Treibhausgasausstoß. Zuvor hatten bereits einige kleine Staaten und viele Inselstaaten den Ratifizierungsprozess abgeschlossen. Am 21. September – dem Internationalen Tag des Friedens – traten 31 weitere Staaten, darunter Brasilien, Mexiko, Argentinien und die Vereinigten Arabischen Emirate, bei. Damit waren 60 Staaten beigetreten, die für ca. 48 % der Emissionen verantwortlich sind. In Deutschland beschlossen Bundestag und Bundesrat die Ratifizierung Ende September 2016; der formelle Abschluss der Ratifizierung durch die Übergabe der Dokumente an die UN erfolgte am 5. Oktober 2016. Am 2. Oktober 2016, dem Geburtstag Mahatma Gandhis, ratifizierte Indien als drittgrößter Treibhausgasproduzent das Abkommen, Damit hatten 62 Staaten das Abkommen ratifiziert, angenommen oder genehmigt bzw. sind diesem beigetreten. Gemeinschaftlich sind diese Staaten für 51,89 Prozent der Emissionen verantwortlich.
Am 5. Oktober 2016 ratifizierten die Europäische Union, Kanada und Nepal den Vertrag. Damit waren zu diesem Zeitpunkt 71 Staaten, die für rund 57 % der weltweiten Treibhausgasemissionen verantwortlich sind, dem Abkommen beigetreten, womit die beiden Schwellenwerte 55 Prozent der Emissionen und 55 Staaten erfüllt sind. Daher konnte das Abkommen am 4. November 2016, 30 Tage nach Überschreitung der beiden Schwellenwerte, in Kraft treten.
Mit Stand 17. November 2016, als das Vereinigte Königreich beitrat, hatten insgesamt 111 Staaten das Abkommen ratifiziert.
Am 8. Mai 2017 waren es mit der Ratifizierung durch Georgien 145 Staaten, die insgesamt 82,95 Prozent der globalen Emissionen entsprechen.
Nach dem G20-Gipfel in Hamburg 2017 stellte der türkische Präsident Erdoğan die Ratifizierung des Abkommens durch sein Land in Frage. Es solle nicht im Parlament verabschiedet werden, solange die der Türkei „gegebenen Versprechen nicht erfüllt“ würden. Am 6. Oktober 2021 votierte die Große Nationalversammlung, das Parlament der Türkei, einstimmig für die Ratifikation, womit das Land als letztes G20-Mitglied das Abkommen kurz vor der UN-Klimakonferenz 2021 in Kraft setzen wird. Das Parlament nahm allerdings auch einen Antrag an, dass die Türkei „als Entwicklungsland“ zustimme; man behalte sich vor, die Auflagen nur zu befolgen, solange sie nicht Wirtschaft und soziale Entwicklung beeinträchtigen. Mit einer Einstufung als Entwicklungsland wären weniger strenge Auflagen verbunden.
Am 6. Oktober 2017 hat die Schweiz das Abkommen ratifiziert, am 5. November 2017 trat es in Kraft.
Am 13. Mai 2018 hatten 176 Staaten das Abkommen ratifiziert.
Im April 2023 wurde bekannt, dass Grönland das Abkommen noch im laufenden Jahr unterschreiben und ratifizieren will. Das Land will künftig auf die Förderung von Erdöl und Erdgas verzichten.

## Austritt der USA
Am 1. Juni 2017 gab US-Präsident Donald Trump bekannt, die Vereinigten Staaten würden von dem Pariser Übereinkommen zurücktreten. Der Vertrag sei sehr unfair gegenüber den USA. Daher wolle er neue Verhandlungen führen. Er sei gewählt worden, um Pittsburgh zu repräsentieren, nicht Paris. Bereits einen Tag zuvor wurde bekannt, dass ein Gremium unter Mitarbeit des damaligen EPA-Leiters Scott Pruitt die weiteren Schritte für den Austritt koordinieren soll. Im Wahlkampf 2016 hatte Trump den Rückzug der USA aus dem Abkommen angekündigt. Trump erklärte in der Rede ebenfalls, die USA würden „ab dem heutigen Tag“ die Umsetzung aller beim Treffen in Paris gemachten Zusagen einstellen, darunter auch Zahlungen an den Green Climate Fund.
Der Austrittsprozess wurde am 4. November 2019 eingeleitet.
Die Regierung Trump war in der Frage um einen Rückzug gespalten. Als vehementeste Befürworter eines Austrittes galten der Leiter der Umweltschutzbehörde EPA, Scott Pruitt, sowie die damaligen Berater Stephen Bannon und Stephen Miller. Trump selbst hatte behauptet, der menschengemachte Klimawandel wäre von China erfunden worden, um amerikanischen Fabriken wirtschaftlich zu schaden. Für einen Verbleib im Abkommen sollen sich der damalige Außenminister Rex Tillerson, Trumps Tochter Ivanka und deren Ehemann Jared Kushner ausgesprochen haben. In Meinungsumfragen äußerten 71 % der Amerikaner sowie 57 % der Republikaner, die USA sollten im Abkommen verbleiben. Auch viele der größten US-Unternehmen, darunter auch Öl- und Kohleunternehmen, sprachen sich für einen Verbleib im Abkommen aus. Die fossile Energiebranche war gespalten hinsichtlich der Entscheidung, was die zwei Grundstrategien im Umgang mit der globalen Erwärmung spiegelt: Ein Teil der Branche versucht weiterhin, die Forschungsergebnisse durch Rosinenpicken zu planieren und Angriffe auf die UN-Prozesse zu starten, während ein anderer Teil die Forschungsergebnisse akzeptiert und stattdessen versucht, die Politik von „Clean Coal“ und Energieeffizienz zu überzeugen und so politische Unterstützung für neue Kohlekraftwerke mit „niedrigen Emissionen“ zu erhalten. Hingegen hatte sich eine Gruppe von 22 republikanischen Senatoren, die in den vergangenen fünf Jahren zusammen mehr als 10 Millionen US-Dollar aus der Fossilenergiebranche erhalten hat, für eine Kündigung starkgemacht. Unter diesen waren u. a. Mitch McConnell (* 1942), James Inhofe (1934–2024), Rand Paul (* 1963) und der Texaner Ted Cruz.
Trumps Austrittsentscheidung wurde von hohen Politikern und Chefs sehr großer Unternehmen weltweit kritisiert. Unter anderem äußerten UN-Generalsekretär António Guterres, Bundeskanzlerin Angela Merkel, Frankreichs Präsident Emmanuel Macron, Italiens Ministerpräsident Paolo Gentiloni und EU-Energiekommissar Miguel Arias Cañete ihr Bedauern über die Entscheidung. Der frühere US-Präsident Barack Obama kritisierte, Trumps Regierung schlösse sich „einer kleinen Handvoll von Nationen an, die die Zukunft verleugnet“. Die katholische Bischofskonferenz in den USA äußerte Empörung und betonte, dass durch die Entscheidung nicht nur Schaden für die USA, sondern die gesamte Welt und gerade für die ärmsten Gemeinden entstehe. Bereits vor der offiziellen Austrittsankündigung durch Trump hatten viele klimapolitisch bedeutende Staaten wie die VR China, Indien, Frankreich oder Kanada erklärt, unabhängig von Trumps Entscheidung am Abkommen festzuhalten.
Ein Guardian-Kommentator schrieb, die Entscheidung sei der bis dato größte Erfolg der Klimaleugnerindustrie. Mehrere ihrer Schlüsselfiguren wie z. B. Myron Ebell hätten sogar eine Einladung zur Verkündigung im White House Rose Garden erhalten. Es sei nun an der Zeit, diese Leugnerindustrie ernst zu nehmen. Die New York Times nannte die Austrittserklärung in einem Editorial „schändlich“ und schrieb, die einzigen klaren Gewinner seien „Hardcore-Klimaleugner“ wie Scott Pruitt und Stephen Bannon und Interessengruppen aus der fossilen Energiebranche. Erst zukünftige Generationen seien in der Lage, das volle Ausmaß von Trumps „unglaublich kurzsichtiger Herangehensweise an den Klimawandel“ zu ermessen. Der Austritt sei eine „schreckliche Entscheidung“, die „in großen Neonbuchstaben“ darstelle, dass Trump nichts über die Klimaforschung, Umweltschäden und sich daraus ergebenden Probleme wisse oder wenig darauf gebe; dass er sich nicht gewahr sei, dass die USA der historisch größte Kohlendioxidproduzent seien und deshalb eine besondere Verpflichtung hätten; dass ihm nicht klar sei, welche weiteren diplomatischen Schäden die Entscheidung nach sich ziehe; dass seine Amtspflichtverletzung weitere Staaten dazu verleiten könne, aus dem Abkommen zurückzutreten oder ihre Verpflichtungen zu reduzieren. Vielleicht am Erstaunlichsten von allem sei aber, dass er als der scharfsichtige Geschäftsmann, als der er sich darstelle, blind zu sein scheine für die Schäden, die seine Austrittsentscheidung für die amerikanischen wirtschaftlichen Interessen habe.
Der Klimawandel-Forscher Benjamin D. Santer nannte Trumps Rede zum Rückzug ein „erstaunliches Konzentrat einiger der schlimmsten Argumente von Klimaverwirrern und Fossilenenergielobbyisten“, und das sei noch höflich ausgedrückt. Laut Faktenchecks von Medien waren fast alle Sätze in Trumps Austrittserklärung inhaltlich unzutreffend und enthielten Falschdarstellungen bzw. Verzerrungen.
Drei Gouverneure von US-Bundesstaaten gaben am 1. Juni 2017 bekannt, eine Allianz von Bundesstaaten zu gründen, die sich weiterhin an das Übereinkommen von Paris halten wollen. Die Gouverneure sind Jay Inslee für den Staat Washington, Andrew Cuomo für den Staat New York und Jerry Brown für Kalifornien. Am nächsten Tag gaben sechs Gouverneure den Beitritt ihres jeweiligen Staates zu der Allianz bekannt: Dannel Malloy (Connecticut), Charlie Baker (Massachusetts), Phil Scott (Vermont), Gina Raimondo (Rhode Island), Kate Brown (Oregon) und David Ige (Hawaii). Noch im Juni hinzugekommen sind zur United States Climate Alliance die Staaten der Gouverneure Terry McAuliffe (Virginia), Mark Dayton (Minnesota) und John C. Carney Jr. (Delaware) sowie Puerto Rico, ein Außengebiet der USA, durch seinen Gouverneur Ricky Rosselló. Im Juli verkündete der Gouverneur von Colorado, John Hickenlooper, den Beitritt des Staates.
Repräsentanten mehrerer amerikanischer Städte, Staaten und Unternehmen kündigten an, sich gegenüber den Vereinten Nationen zu verpflichten, sich weiterhin an das Übereinkommen von Paris zu halten.
Am 4. November 2020 schieden die USA aus dem Klimaabkommen offiziell aus.
Der 46. Präsident der Vereinigten Staaten Joe Biden unterschrieb an seinem ersten Amtstag am 20. Januar 2021 ein Dekret, wie bereits im Vorfeld angekündigt, dass er dem Weltklimaabkommen erneut beitritt. Die Rechtskraft wurde 30 Tage später erreicht. Somit sind die Vereinigten Staaten seit 19. Februar 2021 wieder Mitglied.
Der als US-Präsident wiedergewählte Trump unterschrieb dem entgegensetzend an seinem ersten Amtstag am 20. Januar 2025 ein Dekret, dass die USA das Abkommen wieder verlassen werden.

## Menschenrechte und Klimaklagen
Welche Bedeutung das Übereinkommen von Paris für die Frage der Menschenrechte hat und welche Klagemöglichkeiten aus den Klimaschutzverpflichtungen ableitbar sind, ist noch nicht abschließend abschätzbar. Ein Gutachten der Forschungsstelle Nachhaltigkeit und Klimapolitik (Leipzig/Berlin) unter Leitung von Felix Ekardt befasst sich in diesem Zusammenhang mit den völkerrechtlich verbindlichen Zielstellungen des Übereinkommens und den Möglichkeiten, die avisierten Klimaschutzziele einzufordern.
Im November 2018 wurde bekannt, dass elf Einzelkläger, darunter der CSU-Politiker Josef Göppel, der Schauspieler Hannes Jaenicke und der Erneuerbare-Energien-Forscher Volker Quaschning, sowie der Bund für Umwelt und Naturschutz Deutschland (BUND) und der Solarenergie-Förderverein Deutschland (SFV) beim Bundesverfassungsgericht in Karlsruhe eine Verfassungsbeschwerde gegen die Bundesregierung erhoben haben: Deutschland versage beim Umweltschutz, indem es seine Klimaziele für das Jahr 2020 sicher verfehle und weil „geeignete gesetzliche Vorschriften zur Bekämpfung des Klimawandels“ fehlten; damit verletze es die „Schutzpflicht“ für Leben und körperliche Unversehrtheit, der Handlungsfreiheit und Eigentum der Bevölkerung sowie ein von den Beschwerdeführern behauptetes Grundrecht auf ein „ökologisches Existenzminimum“. Das Gericht prüfte sodann die Annahme bzw. Zulässigkeit der Klage und hat der Verfassungsbeschwerde – gemeinsam mit drei im Januar 2020 eingereichten Verfassungsbeschwerden – letztlich teilweise stattgegeben.
Auseinandersetzung um Klimafragen werden zunehmend gerichtlich ausgetragen. So waren 2017 weltweit 884 Prozesse in 24 Ländern anhängig, in denen Klimafragen eine Rolle spielen.

## Umsetzungsstatus und Prognosen

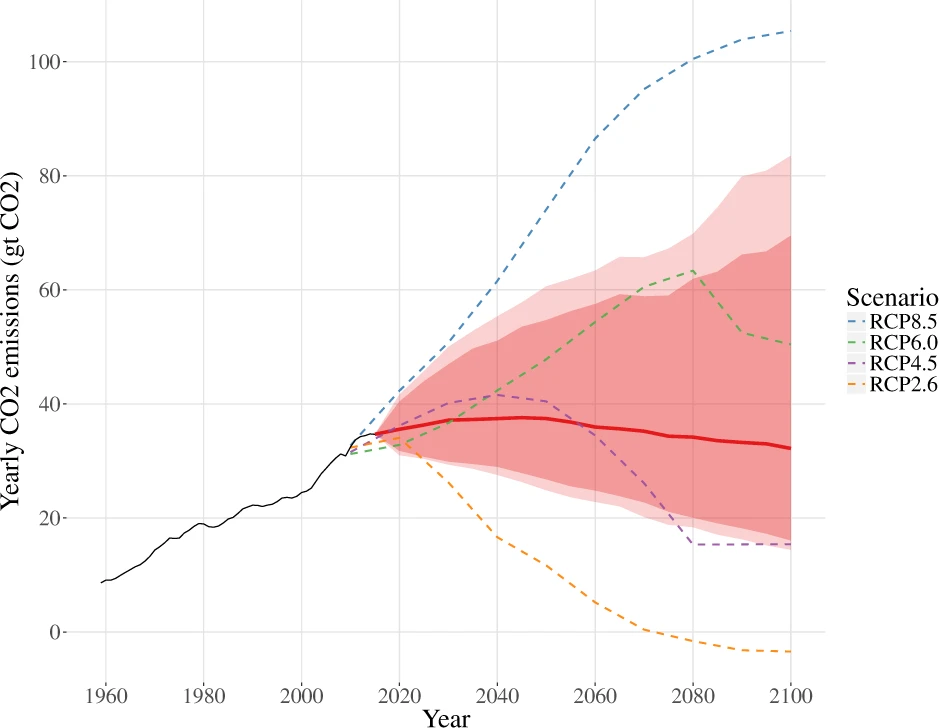
Aktualisierte Prognose der CO_{2}-Emissionen, basierend auf Daten bis 2015 und der Methode von Raftery et al.

Erstmals 2025 und danach alle fünf Jahre sollen die Vertragsparteien in neuen national festgelegten Beiträgen (NDC) ihre Klimaschutzambitionen vorlegen. Jeweils zwei Jahre zuvor, erstmals 2023, gibt es eine globale Bestandsaufnahme, die den Fortschritt der Klimaschutzanstrengungen einschätzt (→Global Stocktake). Auf dieser Basis sollen die Vertragsparteien ihre Anstrengungen prüfen und ihre Beiträge möglichst erhöhen.
Das Umweltprogramm der Vereinten Nationen (UNEP) analysiert jährlich die Lücke zwischen den national festgelegten Beiträgen der Vertragsparteien, ihren geplanten und realisierten Klimaschutzmaßnahmen und den Emissionsminderungen, die notwendig wären, um die Temperaturziele des Übereinkommens von Paris einzuhalten (→ Emissions Gap Report). Stand 2022 würde sich die Erde bei vollständiger Umsetzung aller vorbehaltlos angekündigten Beiträge um etwa 2,7 °C erwärmen.
Eine Studie schlussfolgerte 2021, dass die Rate der globalen Emissionsminderung um mindestens 80 % über die bisherigen Ziele hinaus erhöht werden muss, damit das obere Ziel von maximal 2 °C Erderwärmung bis 2100 des Abkommens wahrscheinlich erreicht wird. Die Wahrscheinlichkeit dazu schätzen sie bei aktuellen Trends auf 5 %. Bei dem Erreichen der NDCs durch alle Unterzeichnersysteme und der Fortführung dieser Trends über 2030 hinaus, liege die Wahrscheinlichkeit bei 26 %.
Laut einem Bericht der NGO Rainforest Action Work haben die 60 größten Banken der Welt seit dem Pariser Klimaabkommen im Jahr 2015 3,8 Billionen USD für Unternehmen in fossilen Industrien bereitgestellt. Trotz der COVID-19-Pandemie, die den Energieverbrauch senkt, sei die Gesamtfinanzierung weiterhin im Aufwärtstrend und die im Jahr 2020 bereitgestellten Finanzmittel sogar höher als in den Jahren 2016 oder 2017.
Ein Report der Universität Hamburg von 2023 stuft die Erreichung des 1,5-Grad-Ziels und der Dekarbonisierung bis 2050 aufgrund verschleppter politischer Maßnahmen als „nicht plausibel“ ein. Das 2-Grad-Ziel könne nur eingehalten werden, wenn klimapolitische Ambitionen und deren Umsetzung deutlich intensiviert würden.
Der Weltklimarat IPCC veröffentlicht regelmäßig Sachstandsberichte zum Klimawandel.

## Kritik
James E. Hansen, ein namhafter Experte für den aktuellen Klimawandel, der bereits in den 1980er Jahren als einer der ersten Wissenschaftler eindringlich vor den Gefahren der globalen Erwärmung warnte, kritisierte, dass das Abkommen nur aus Versprechungen und Zielen bestehe, aber keine festen Zusagen enthalte. Er bezeichnete die Verhandlungen als „Betrug“ (englisch „fraud“).